# Spengelia alba
Spengelia alba är en djurart som tillhör fylumet svalgsträngsdjur, och som beskrevs av Willey 1899. Spengelia alba ingår i släktet Spengelia och familjen Spengelidae. Inga underarter finns listade i Catalogue of Life.